# Stawisko (jezioro)
Stawisko (niem. Teich See) – niewielkie jezioro rynnowe w Polsce, położone w województwie zachodniopomorskim, w powiecie choszczeńskim, w gminie Pełczyce.
Akwen leży w kompleksie leśnym na Pojezierzu Choszczeńskim.